# Heemstede
Heemstede és un municipi de la província d'Holanda del Nord, al centre-oest dels Països Baixos. L'1 de gener de 2009 tenia 38.698 habitants repartits per una superfície de 9,64 km² (dels quals 0,44 km² corresponen a aigua). Limita al nord amb Haarlem, a l'oest amb Bloemendaal i al sud amb Bennebroek i Haarlemmermeer.

## Ajuntament
El consistori està format per 21 regidors:
- PvdA 4 regidors
- CDA 4 regidors
- VVD 6 regidors
- GroenLinks - 3 regidors
- Heemsteeds Burger Belang - 2 regidors
- D66 - 1 regidor
- Nieuw Heemstede - 1 regidor

## Personatges il·lustres
- Johannes Jacobus Neeskens, futbolista